# Willi End
Wilhelm „Willi“ End (* 20. März 1921 in Baden bei Wien; † 11. Dezember 2013 ebenda) war ein österreichischer Bergsteiger, Bergfotograf und Autor von Alpenvereinsführern.

## Leben
Willi End war der Sohn des Badener Wagenführers Johann End und der Wienerin Aloisia geb. Weikmann.
Willi End brachte es in seinem Leben auf mehr als 100 Erstbegehungen, viele davon mit seinem langjährigen Seilgefährten und Arbeitskollegen Hubert Peterka, später aber auch mit seiner Frau Hermi.
Seit 1950 führte End die Chronik der Erstbegehungen in den Ostalpen, zuerst gemeinsam mit Peterka, später alleine. Er schrieb wichtige Alpenvereinsführer neu, etwa für das Dachsteingebirge oder für die Gesäuseberge. Nach Peterkas Tod führte er dessen Führerwerke weiter. Willi End besaß ein großes Archiv mit über 60.000 Bergbildern, von denen rund 7.000 in Alpenvereinsführern, Bildbänden, Kalendern, aber auch in den Büchern von Walter Pause veröffentlicht worden sind.
Er wurde am Stadtpfarrfriedhof Baden bestattet.
Willi End war lange Jahre Angestellter des Österreichischen Gebirgsvereins, einer Sektion des OeAV.